# USS Richard L. Page (FFG-5)
USS Richard L. Page (FFG-5) – amerykańska fregata typu Brooke służąca w czasie zimnej wojny w United States Navy.
Stępkę okrętu położono 4 stycznia 1965 w stoczni Bath Iron Works. Jednostkę zwodowano 4 kwietnia 1966, matkami chrzestnymi były Edmonia Lee Whittle i Nannie Page Trinker - prawnuczki generała brygady Richarda Page`a. Fregata weszła do służby 5 sierpnia 1967 w Bostonie, pierwszym dowódcą został komandor porucznik Milton J. Schultz Jr.
W połowie października 1967 "Richard L. Page" wyruszył z Bostonu do swojego nowego portu macierzystego w Newport. Następnie popłynął na południe w celu przeprowadzenia ćwiczeń na Karaibach. 21 grudnia wrócił do Newport i po zatwierdzeniu do pełnienia pełnej służby bojowej rozpoczął działania w ramach CortRon 6. W 1968 operował na zachodnim Atlantyku, a jesienią został przydzielony na Morze Śródziemne do służby w VI Flocie. 1 lipca 1969 zastąpił USS "Brumby" (DE-1044) w roli okrętu flagowego 112 Dywizjonu (ang. DesDiv 122). Później odbył ćwiczenia na Karaibach.
Okręt spędził cały 1971 i pierwsze osiem miesięcy 1972 w Newport i na operacjach wzdłuż wschodniego wybrzeża USA i na Karaibach. W połowie sierpnia 1972 wypłynął z Newport na przedłużony przydział do Szóstej Floty na Morzu Śródziemnym.
Fregata pozostawała w służbie do 30 września 1988. Została skreślona z listy floty 12 stycznia 1994 i przekazana Maritime Administration 28 marca 1994. 